# Iwama Dōjō
Iwama Dōjō là một dōjō được xây dựng bởi người sáng lập ra aikido, Ueshiba Morihei, người sống ở đó từ năm 1942 cho đến khi qua đời vào năm 1969. Nó nằm ở thị trấn cũ Iwama và trở thành một địa điểm lịch sử quan trọng cho sự phát triển của aikido và là "một thánh địa Mecca của cộng đồng aikido." Dojo này cũng là nơi Saitō Morihiro, một trong những sinh viên gần nhất của người sáng lập, đã học và dạy về aikido từ 1946 tới năm 2002, khi ông phát triển phong cách thường được gọi là Hệ phái Iwama.
Iwama là một làng nông nghiệp nhỏ ở Nhật Bản, nằm cách Tokyo 100 km về phía đông bắc và ở trung tâm Ibaraki. Iwama được sáp nhập vào Thành phố Kasama vào năm 2006 (giải thể huyện Nishiibaraki, nơi trước đây có Thị trấn Iwama). Aikido dojo ban đầu ở Iwama, Đền thờ Aiki Jinja và võ đường lân cận Tanrenkan hiện nay được đặt tại huyện Yoshioka, thành phố Kasama, Ibaraki.
Iwama dojo đã bị hư hỏng đáng kể trong trận động đất năm 2011. Đền thờ Aiki Jinja và các dojo khác ở khu vực Iwama cũ cũng đều bị ảnh hưởng bởi thảm họa này.

## Ibaraki Dojo
Võ đường Chi nhánh Ibaraki (茨城支部道場 Ibaraki Shibu Dojo), cũng được gọi làa Ibaraki Dojo hoặc Shibu Dojo, là một aikido dojo nhỏ, do Quỹ Aikikai điều hành.
Vùng đất mà võ đường và nhà thờ được xây dựng đầu tiên được mua bởi Ueshiba Morihei, người sáng lập aikido, vào năm 1940. Năm 1943, ông đã xây dựng phần đầu tiên của đền thờ Aiki Jinja hiện tại và một "dojo ngoài trời", nơi ông sống một cuộc sống "Buno Ichinyo" (sự hợp nhất của nông nghiệp và budō). Dojo này được hoàn thành vào năm 1945 và ban đầu được gọi là "Aiki Shuren Dojo" (合気修練道場, "Hợp khi Tu luyện Đạo tràng"). Ban đầu, dojo chưa có thảm tatami, và môn sinh được trực tiếp luyện tập trên sàn gỗ. Cuối cùng, có 24 tấm thảm được sắp xếp tại đó. Dojo sau đó được chuyển tới địa điểm ngày nay và được mở rộng quy mô lên tới 60 thảm. Khi người sáng lập chính thức thành lập Aikikai để quảng bá aikido vào năm 1948, dojo này phục vụ như là các trụ sở thế giới của môn võ thuật và vẫn như vậy cho đến thời điểm khai trương trụ sở Aikikai Hombu Dojo mới vào năm 1956.
Sau khi Ueshiba qua đời vào năm 1969, Saitō Morihiro trở thành người chăm sóc và là huấn luyện viên trưởng tại Iwama Dojo, đồng thời cũng là người chăm sóc đền thờ Aiki Jinja trong hơn ba mươi năm. Sau khi Saito qua đời vào tháng 5 năm 2002, Ueshiba Moriteru trở thành người quản lý mặc định của võ đường, trong khi con trai của Saito, Saitō Hitohiro, đảm nhiệm vai trò quyền quản lý võ đường thay mặt Doshu. Tuy nhiên, vào tháng 11 năm 2003, Hitohiro đã thông báo về việc rời khỏi tổ chức Aikikai. Tháng 12 năm 2003, dojo này được đổi tên thành "Võ đường chi nhánh Ibaraki" với Isoyama Hiroshi đảm nhiệm vai trò quyền quản lý võ đường và huấn luyện viên cấp cao. Isoyama lần đầu tiên được đào tạo tại võ đường Iwama vào năm 1949 ở tuổi 12, như một môn sinh trực tiếp của Ueshiba Morihei và các tài liệu đăng ký mà ông ký được ghi dưới tên gọi "Daito-ryu Aiki-jujutsu". Vị trí của Isoyama sau này được nắm giữ bởi Ueshiba Mitsuteru, người sau này trở thành quản lý võ đường chính thức thay cho cha của ông vào tháng 4 năm 2015. Isoyama vẫn đảm nhiệm vai trò huấn luyện viên trưởng và cố vấn điều hành.
Ngày 11 tháng 3 năm 2011, dojo đã bị hư hại nghiêm trọng do động đất và không thể sử dụng được. Việc tập luyện aikido vẫn được tiếp tục ở Đền thờ Aiki Jinja từ ngày 14 tháng 3 cho đến ngày 17 tháng 9 năm 2011, khi võ đường mới được sửa mở cửa trở lại để luyện tập.
Võ đường chi nhánh Ibaraki có chín huấn luyện viên địa phương thường xuyên, đứng đầu là Isoyama Hiroshi (8-dan), với phần lớn việc giảng dạy (bao gồm chương trình cho môn sinh nội trú) do Inagaki Shigemi (8-dan) đảm nhiệm. Ngoài ra, quản lý võ đường Ueshiba Mitsuteru và Aikido Doshu Ueshiba Moriteru sẽ viếng thăm lần lượt vào các thứ Tư và thứ Bảy để dạy lớp tổng quát. Các lớp tổng quát được tổ chức hằng ngày trong tuần cho các môn sinh thông thường, trong khi các môn sinh nội trú (内弟子 uchi deshi) thực hành ba lần mỗi ngày ngoài việc thực hiện các nhiệm vụ khác như duy trì khu vực dojo và đền thờ.

## Aiki Jinja

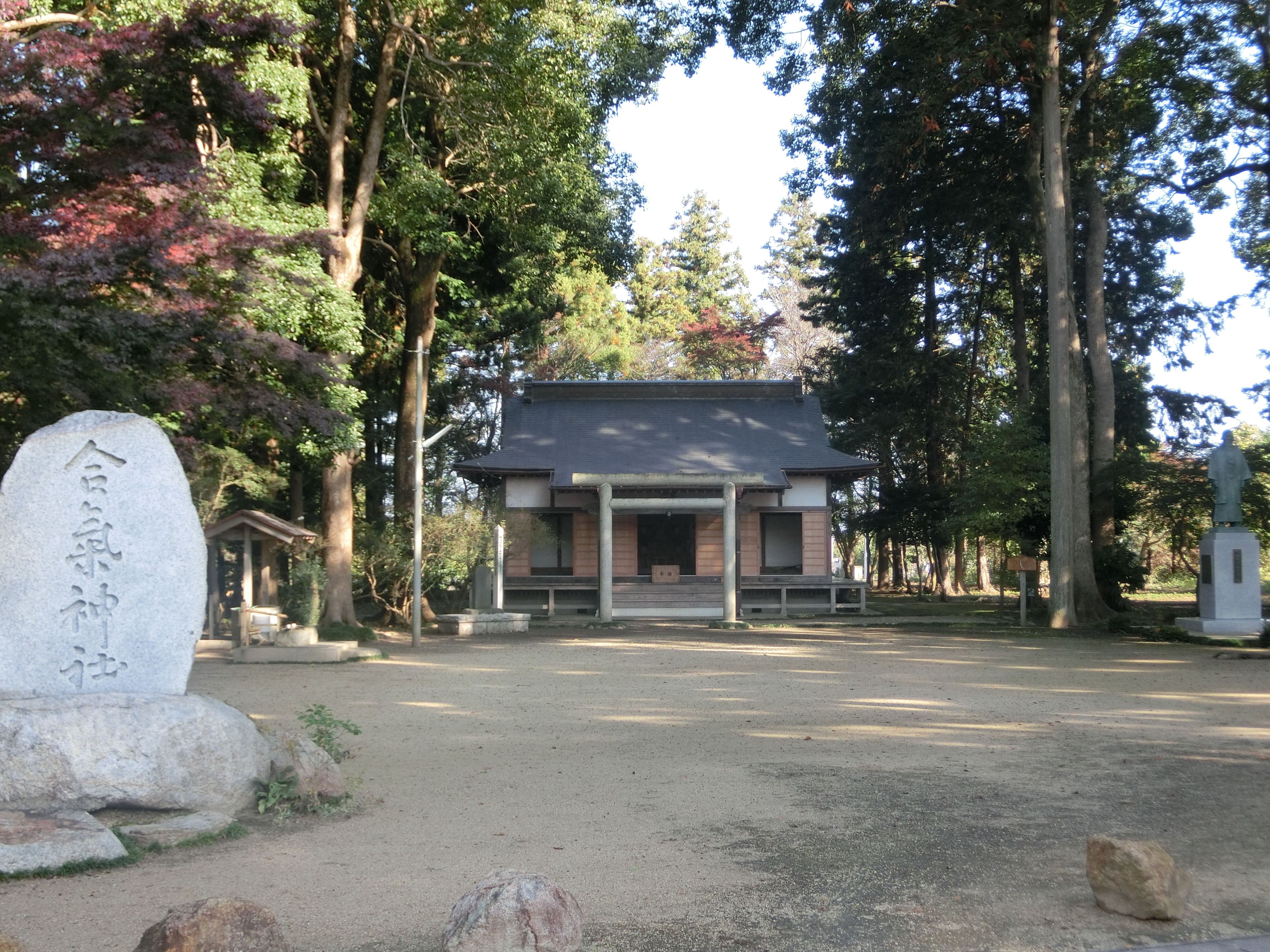
Đền thờ Aiki Jinja ở Iwama

Aiki Jinja (合気神社) là đền thờ được xây dựng bởi Ueshiba Morihei ở Iwama để tôn vinh các vị thần của aikido. (Jinja là thuật ngữ tiếng Nhật cho đền thờ.) Các khu vực đền thờ bao gồm cả Võ đường chi nhánh Ibaraki.
42 kami được đưa vào thờ tại Aiki Jinja bao gồm các Hộ thần của Ueshiba Morihei, Saruta Hiko no Ookami, Kunitsu Ryuoh Kuzuryu, Daigongen, Tajikarao-no-mikoto, Amenomurakumo Kukisamuhara Ryuoh, Ketsumi Miko no Ookami, Wakumusubi no Mikoto, Ryuoh, Daigongen, Ootengu, Daibosatsu, và các vị khác.
Phần đầu tiên của quần thể đền thờ (Honden hoặc "Okuden", nhà thờ các vị thần aikido) được hoàn thành vào cuối mùa thu năm 1943. Phần lớn thứ hai (Haiden) được xây dựng phía trước mặt của Honden năm 1962. Cả hai phần đều được cải tạo bởi người trông coi Saitō Morihiro trong các năm 2001-2002 với sự chấp thuận của Dōshu Ueshiba Moriteru. Việc đổi mới này cũng bao gồm một hàng rào bao quanh quần thể, và một bức tượng đá có khắc chữ "Aiki Jinja" được thiết kế bởi Abe Seiseki, một bậc thầy thư pháp và aikido, cũng là thầy về thư pháp của Ueshiba Morihei. Một bức tượng lớn về người sáng lập aikido được dựng lên trên nền nhà thờ và được công bố vào ngày 8 tháng 11 năm 2009. Vật liệu dư thừa từ tượng đài này đã được sử dụng để tạo thành một bức tượng bán thân của người sáng lập đã được công bố tại công trình Ga Iwama mới xây dựng lại vào ngày 24 tháng 7 năm 2012.
Cổng torii và honden đã bị hư hỏng trong sự kiện Đại động đất Tohoku. Phần haiden hầu như không bị hư hại đã được sử dụng cho việc luyện tập aikido trong khi dojo không thể sử dụng.
Khi Ueshiba Morihei còn sống, mỗi tháng một lần, ông sẽ chủ trì một buổi lễ tôn giáo nhỏ ở Aiki Jinja gọi là Tsukinamisai (月並み祭), kéo dài khoảng một giờ. Các lễ vật được dâng lên gồm hoa quả, rau và cá được trang trí trên kamidana. Sau đó, một bữa tiệc nhỏ với các uchi deshi (môn sinh nội trú) sẽ được tổ chức bên trong dojo. Sau khi Ueshiba qua đời, người trông coi Saitō Morihiro chịu trách nhiệm tổ chức buổi lễ vào ngày 14 hằng tháng. Phong tục này tiếp tục được duy trì bởi Dōshu hiện tại là Ueshiba Moriteru.
Ngày 29 tháng 4 hằng năm (ngày bắt đầu kỳ nghỉ Tuần lễ Vàng), lễ hội thường niên của đền, "Aiki Jinja Rei Taisai" (合気神社例大祭　"Đại lễ hội Aiki Jinja") được tổ chức bởi các tu sĩ Oomoto để tưởng nhớ đến ngày giỗ của Ueshiba vào ngày 26 tháng 4 năm 1969. Dưới sự chủ trì của cố trụ trì Saitō Morihiro, sự kiện đã trở thành một ngày lễ rất lớn cho thị trấn nhỏ Iwama. Lễ hội đã tiếp tục thu hút hàng trăm môn sinh aikido đến võ đường và đền thờ nhỏ dưới quyền quản lý võ đường hiện tại Ueshiba Moriteru.
Đại lễ hội Aiki Jinja thường bắt đầu với một "shubatsu"　(một nghi lễ Thần đạo), "taisai-shukuji"　(lời chúc mang tính nghi lễ) và "tamagushi-hoten" （cúng một nhánh chồi non）bởi gia đình Ueshiba và đại diện cho thế giới aikido và cộng đồng địa phương. Những người tham dự sau đó tham gia vào một buổi lễ cầu nguyện và tưởng niệm được cúng dường bởi gia đình Ueshiba. Một bài cầu nguyện Thần đạo đặc biệt gọi là "Amatsu Norito" được tụng trong khi Dōshu hiện tại đọc lên và một buổi thao diễn nghi thức aikido gọi là "hōnō embu" (奉納演武) bên trong haiden của đền thờ. Lễ hội thường khép lại với "naorai" (một bữa ăn kỷ niệm) trong dojo và các khu vườn xung quanh, thường là với hoa oải hương đã nở.

## Tanrenkan
Tanrenkan (鍛錬館, "Đoán Luyện quán") là một trung tâm huấn luyện aikido do Saitō Hitohiro, con trai của Saitō Morihiro, điều hành. Nó là dojo chính của tổ chức Iwama Shin-Shin Aiki Shuren-Kai. Tanrenkan được xây dựng năm 2000 trên đất của gia đình Saito và tồn tại độc lập với võ đường Iwama dojo ban đầu.
Tổ chức của Hitohiro được thành lập theo sau sự tách khỏi Aikikai chính thức vào tháng 11 năm 2003. Điều này tạo nên một sự chia rẽ giữa các môn sinh của Saitō Morihiro với việc một vài người gia nhập tổ chức mới của Hitohiro và một vài người khác (đặc biệt là ba người đã được Saito thăng cấp lên 7-dan, William Witt, Paolo Corallini và Ulf Evenås) vẫn liên kết với Aikikai.

## Các dojo khác ở Iwama
Ngoài hai võ đường trên, ở khu vực Iwama cũ cũng có các aikido dojo khác:
- Shin-Shin Aiki Juku (神信合氣塾) nằm cách 700 m về phía đông nam Tanrenkan. Nó là võ đường "Shin Dojo" cũ được xây dựng bởi Saito Morihiro Shihan.[11] Uchi-deshi từ Tanrenkan sẽ ở tại đây.
- Nisshinkan là một võ đường nhỏ được điều hành bởi Hiroki Nemoto (7-dan Aikikai) nằm kế bên khu nhà của môn sinh "Aiki House".[14]
- Tại trung tâm Iwama Budokan (võ đường chung cho các môn võ thuật) cũng có tổ chức dạy aikido.[15] Nó nằm ở trường Trung học cơ sở Iwama, nằm cách 1.3 km về phía đông bắc từ võ đường của người sáng lập. Nó được sử dụng bởi Watahiki (chi nhánh Ibaraki),[16] Nemoto[14] và ISSASK.[11]